# 苗治民
苗治民（1964年10月—），河南新郑人，中共党员，工学博士，教授级高级工程师。现任辽宁省工信厅厅长。

## 简历
1985年毕业于武汉钢铁学院冶金系钢铁冶金专业，之后在北京科技大学冶金系钢铁冶金专业取得硕士、博士学位。
1991年进入冶金部科技司工作，1998年任国家冶金工业局规划发展司科技处副处长(主持工作)，2000年任发展司科技处处长。
2009年进入工业和信息化部，历任节能与综合利用司节能处调研员(2009-2010挂任云南省工业和信息化委员会副主任)，原材料工业司钢铁处处长，原材料工业司副司长。
2018年任沈阳市副市长；
2020年6月任辽宁省工业和信息化厅党组书记。8月，获任命为厅长。